# Sladký život Zacka a Codyho
Sladký život Zacka a Codyho (v anglickém originále The Suite Life of Zack & Cody) je americký komediální televizní seriál vytvořený Dannym Kallisem a Jimem Geoghanem. Seriál se poprvé ve vysílání objevil 18. března 2005 na americké Disney Channel, kde ho sledovalo 4 miliony diváků, což představovalo nejúspěšnější premiéru na Disney Channel v roce 2005. Českým divákům se poprvé představil v září roku 2009. Seriál byl jeden z pěti seriál, které se objevily na iTunes Store. Seriál byl nominován na cenu Emmy a třikrát na cenu Kid's Choice Awards. Seriál byl také vysílán na teď již zaniklém ranním bloku ABC Kids na americké stanici ABC.
Seriál se odehrává v hotelu Tipton v Bostonu a soustředí se na dvojčata Zacka a Codyho Martinových (Dylan a Cole Sprouseovi), problematická dvojčata, kteří žijí v hotelu Tipton. V hlavních rolích se zde objevuje i bohatá dědička hotelu London Tipton (Brenda Song), hotelová prodavačka sladkostí Maddie Fitzpatrick (Ashley Tisdale), hotelový manažer pan Moseby (Phill Lewis) a svobodná matka dvojčat a jedna z hotelových nočních umělkyň Carey (Kim Rhodes).
Sladký život se dále objevil ve spin-offu, kde nadále účinkovali dvojčata Sprousových, nazvaným Sladký život na moři, který se vysílal na Disney Channel v období 2008-2011. V roce 2011 byl také vydán film založený na obou seriálech The Suite Life Movie.
V Česku se odvysílaly dvě série tohoto seriálu. Třetí se zatím neplánuje.

## Popis seriálu
Seriál se soustředí na dvojčata Zacka a Codyho Martinových, kteří žijí v bostonském hotelu Tipton, kde jejich matka Carey zpívá a hraje v hotelové hale. Soustředí se i na dceru majitele hotelu, bohatou dědičku London Tiptonovou, také na hotelovou prodavačku sladkostí Maddie Fitzpatrickovou a pana Mosebyho, přísného, svědomitého a vážného manažera hotelu, který často řeší problémy dvojčat Zacka a Codyho. Má velmi rád klavír a kapesníky v kapse saka. Seriál se většinou odehrává v hotelu Tipton, ale objevují se zde i jiná místa, jako například škola Zacka a Codyho nebo soukromá katalická škola Panny Marie, kterou navštěvuje Maddie s London. Zack a Cody se často dostávají do problémů, a pak se z nich snaží dostat ven.
Ve světě se vysílá i indická verze, která se jmenuje Sladký život Karana a Kabira a vysílá se na indické mutaci Disney Channel.

## Obsazení

### Hlavní
- Cole Sprouse jako Cody Martin, klidnější a inteligentnější z dvojčat. Jedničkář (v USA hodnocen písmenem A; v předmětu práce s dřevem ovšem obdrží C, tedy trojku), jde mu učené lépe než jeho bratrovi Zackovi, který je čtyřkař (v USA hodnocen písmenem D).
- Dylan Sprouse jako Zack Martin, sebe-střednější a nezralejší z dvojčat. Obvykle je oblečen ve skaťáckém nebo v maskáčích. Ve škole je čtyřkařem, ale v předmětu Práce se dřevem vyniká. Je zamilovaný do Maddie.
- Brenda Song jako London Tiptonová, jediná dcera Wilfreda Tiptona, majitele hotelu Tipton. London je bohatá a pitomá. Bydlí v soukromém apartmá v hotelu, jenž doplňuje velká šatní skříň a kuchyně. Miluje módu a nosí pouze značkové oblečení. Nemá chůvu, takže v případě potřeby se obrací na hotelový personál. Důležitou osobou je pro ni pan Moseby.
- Ashley Tisdale jako Maddie Fitzpatricková, dospívající prodavačka cukrovinek v hotelovém lobby. Pochází z rodiny nižší vrstvy a je pracovitá, nápomocná a inteligentní. Její celé jméno je Madeline Margaret Genevieve Miranda Catherine Fitzpatricková.
- Phill Lewis jako pan Marion Moseby, podrážděný manažer hotelu Tipton. Ostatní si často dělají srandu z jeho ženského jména Marion. Vystupuje tak, že ho chlapci Martinovi nezajímají, ale doopravdy k nim má velikou náklonnost. Pan Moseby je stále k dispozici a nejvíce se snaží pomáhat London Tiptonové.
- Kim Phodes jako Carey Martinová, pracující matka Zacka a Codyho. Pracuje jako hotelová zpěvačka, společně se svými syny cestovala po několika městech, než se usídlili v hotelu Tipton. Byla v daná za Kurta Martina, jenž je chlapcům otec.

### Opakující
Níže je uveden seznam všech postav, které v seriálu ztvárnili jednu z významných rolí. Seznam je seřazen podle počtu epizod, ve kterých vystupovali (nejvíce epizod má osoba umístěná nejvýše).
| Postava               | Herec                   | Český dabing | Série |
| --------------------- | ----------------------- | ------------ | ----- |
| Esteban Ramirez       | Adrian R'Mante          | Radek Hoppe  | 1–3   |
| Arwin Q. Hawkhauser   | Brian Stepanek          |              | 1–3   |
| Bob                   | Charlie Stewart         |              | 1–3   |
| Muriel                | Estelle Harris          |              | 1 a 3 |
| Lance Fishman         | Aaron Musicant          |              | 1–3   |
| Barbara Brownsteinová | Sophie Oda              |              | 1–3   |
| Millicent             | Kara Taitz              |              | 3     |
| Patrick               | Patrick Bristow         |              | 1–3   |
| Různé postavy         | Adam Tait               |              | 2–3   |
| vrátný Norman         | Anthony Acker           |              | 1–3   |
| Janice a Jessica      | Camilla a Rebecca Rosso |              | 2–3   |
| Nia Mosebyová         | Giovonnie Samuels       |              | 3     |
| Mary Margaretová      | Monique Coleman         |              | 1–2   |
| Max                   | Alyson Stoner           |              | 1–2   |
| Kurt Martin           | Robert Torti            |              | 1–3   |
| služebná Irene        | Sharon Jordan           |              | 1–3   |

## Dabing
Stanice Disney Channel nechala český dabing vyrobit společnost DW Agentura v roce 2009. Do čeština byly nadabovány pouze první dvě řady, třetí řada nebyla nikdy odvysílána a není ani nadabována.
| Postava               | Herec          | Řady                        | Řady                        | Řady                        |
| Postava               | Herec          | Sladký život Zacka a Codyho | Sladký život Zacka a Codyho | Sladký život Zacka a Codyho |
| Postava               | Herec          | 1                           | 2                           | 3                           |
| --------------------- | -------------- | --------------------------- | --------------------------- | --------------------------- |
| Cody Martin           | Cole Sprouse   | Jiří Köhler                 | Jiří Köhler                 | Nedabováno                  |
| Zack Martin           | Dylan Sprouse  | David Štěpán                | David Štěpán                | Nedabováno                  |
| London Tiptonová      | Brenda Song    | Jolana Smyčková             | Jolana Smyčková             | Nedabováno                  |
| Maddie Fitzpatricková | Ashley Tisdale | Martina Kechnerová          | Martina Kechnerová          | Nedabováno                  |
| Marion Moseby         | Phill Lewis    | Pavel Vondra                | Pavel Vondra                | Nedabováno                  |
| Carey Martinová       | Kim Rhodes     | Tereza Bebarová             | Tereza Bebarová             | Nedabováno                  |

## Epizody

### Crossover sThat's So RavenaHannah Montanou
Díl To je sladký život Hanny Montany je druhým dílem třídílného crossoveru, který pojí seriálu That's So Raven a Hannah Montana. Raven Baxterová poznává Zacka a Codyho, když navštíví hotel Tipton kvůli focení nové módní kolekce pro chlapce. Během toho, London odmítá nosit návrh, který vytvořila Raven, poté co se objeví Hannah Montana a návrh podpoří, již London nemá problém.

## Spin-offy a filmová adaptace

### Sladký život na moři
Sladký život na moři je pokračováním seriálu Sladký život Zacka a Codyho, který se poprvé představil 26. září 2008 na Disney Channel. Seriál sleduje chlapce na výletní lodi, kde se společně s London účastní vzdělávacího programu na moři, zatím co pan Moseby dělá manažera celé lodi. Debby Ryan se připojuje k hlavním postavám jako Bailey Pickettová, která se okamžitě skamarádí s chlapci a později se stává Codyho přítelkyní.
Seriál přeskočil pilotní část a byl okamžitě objednán pro první řadu.

### Arwin!
Jedním z dalších spin-offů byl také seriál Arwin!, ve kterém se měl objevit Brian Štěpánek a Selena Gomez. Seriál ovšem nebyl stanici objednán.

### Filmová adaptace
Dne 20. září 2010 stanice Disney Channel oznámila, že začala vyrábět původní film na motivy série Sladký život.
Sladký život dvojčat měl premiéru 25. března 2011 v USA a v Kanadě.